# ویلپشایر
ویلپشایر (به انگلیسی: Wilpshire) یک روستا و محله مدنی در بریتانیا است که در Ribble Valley واقع شده‌است. ویلپشایر ۲٬۵۸۲ نفر جمعیت دارد.